# Фиделий Сигмарингенский
 Фиделий Сигмарингенский  (нем. Fidelis von Sigmaringen; 1577 (по другим данным — 1578), Зигмаринген, Германия — 24 апреля 1622, Грюш, Швейцария) — святой Римско-Католической Церкви, монах, первый мученик монашеского ордена капуцинов, покровитель юристов.

## Биография
Марк Рой родился в 1578 году в семье бурмистра города Зигмаринген, Германия. После окончания университета Фрибура получил научную степень доктора философии и права. Работал адвокатом в Энсисеме. В 1612 году вступил в монашеский орден капуцинов, приняв монашеское имя Фиделий. В этом же году Фиделий был рукоположён в священника. После изучения богословских дисциплин, был направлен на миссионерскую деятельность в кальвинистские районы Швейцарии, где 24 апреля 1622 года принял мученическую смерть во время проповеди от рук кальвинистов.

## Прославление
Фиделий Сигмарингенский был беатифицирован 24 марта 1729 года Римским папой Бенедиктом XIII и канонизирован 29 июня 1746 года Римским папой Бенедиктом XIV.
День памяти в Католической Церкви — 24 апреля.